# Manica parasitica
Manica parasitica је инсект из реда Hymenoptera и фамилије Formicidae. 

## Угроженост
Ова врста се сматра рањивом у погледу угрожености врсте од изумирања.

## Распрострањење
Сједињене Америчке Државе (само Калифорнија) су једино познато природно станиште врсте.

## Станиште
Врста Manica parasitica има станиште на копну.